# Mampato: Kilikilis y Golagolas
Kilikilis y Golagolas es la segunda aventura que del protagonista de la historieta principal de la revista Mampato, creada por el dibujante chileno Eduardo Armstrong y continuada por Themo Lobos. Apareció en los episodios "Año 1 N°12" al "Año 1 N°22". Es la primera aventura de las reediciones posteriores de fines de la década de 1990.

## Argumento
En este cómic, en el que se inicia la serie, Mampato (el niño protagonista, que le da nombre a la historieta) utiliza por primera vez el Cinto Espacio Temporal que obtuvo de su amigo Xsé, y se remonta un millón de años hacia la prehistoria (tal como fue publicado en la revista Cucalón) para conocer a los dinosaurios en un valle perdido rodeado de una alta cadena montañosa semicircular; fuera del valle la fauna y la vegetación corresponden a la cuaternaria típica de la época del hombre primitivo.
Ahí conoce a un cavernícola de la tribu GolaGola que le salva la vida y desde allí se transforma en su inseparable amigo Ogú.